# قصر خير الدين
قصر خير الدين هو قصر تم تشييده بين عامي 1860 و1870 بأمر من الوزير المصلح خير الدين باشا، وهو قصر يجمع بين النمط التقليدي والتجديد الأوروبي وله واجهة عريضة تفتح على الطريق وتزويق داخلي ذو نمط إيطالي مع نقوش مذهبة ولم يبق اليوم من تلك التحفة المعمارية سوى جزء من الواجهة وتزويق خاص بالصالون مع مدفأته المصنوعة من الحديد الصلب، ذلك أنه مع انتصاب الحماية الفرنسية ورحيل الوزير تمت تجزئة القصر وبيعه سنة 1881 ، ثم اقتسم العديد من المالكين الخواص الملحقات والقصر في حد ذاته بعد أن تم استعماله لفترة كمقر للمحكمة
بعد ذلك وقع تقسيمه وبيعه إلى مالكين مختلفين سنة 1905.
في اواخر التسعينات من القرن العشرين شهد القصر عملية ترميم من قبل بلدية تونس تحول من خلالها إلى متحف مدينة تونس.

## معرض صور

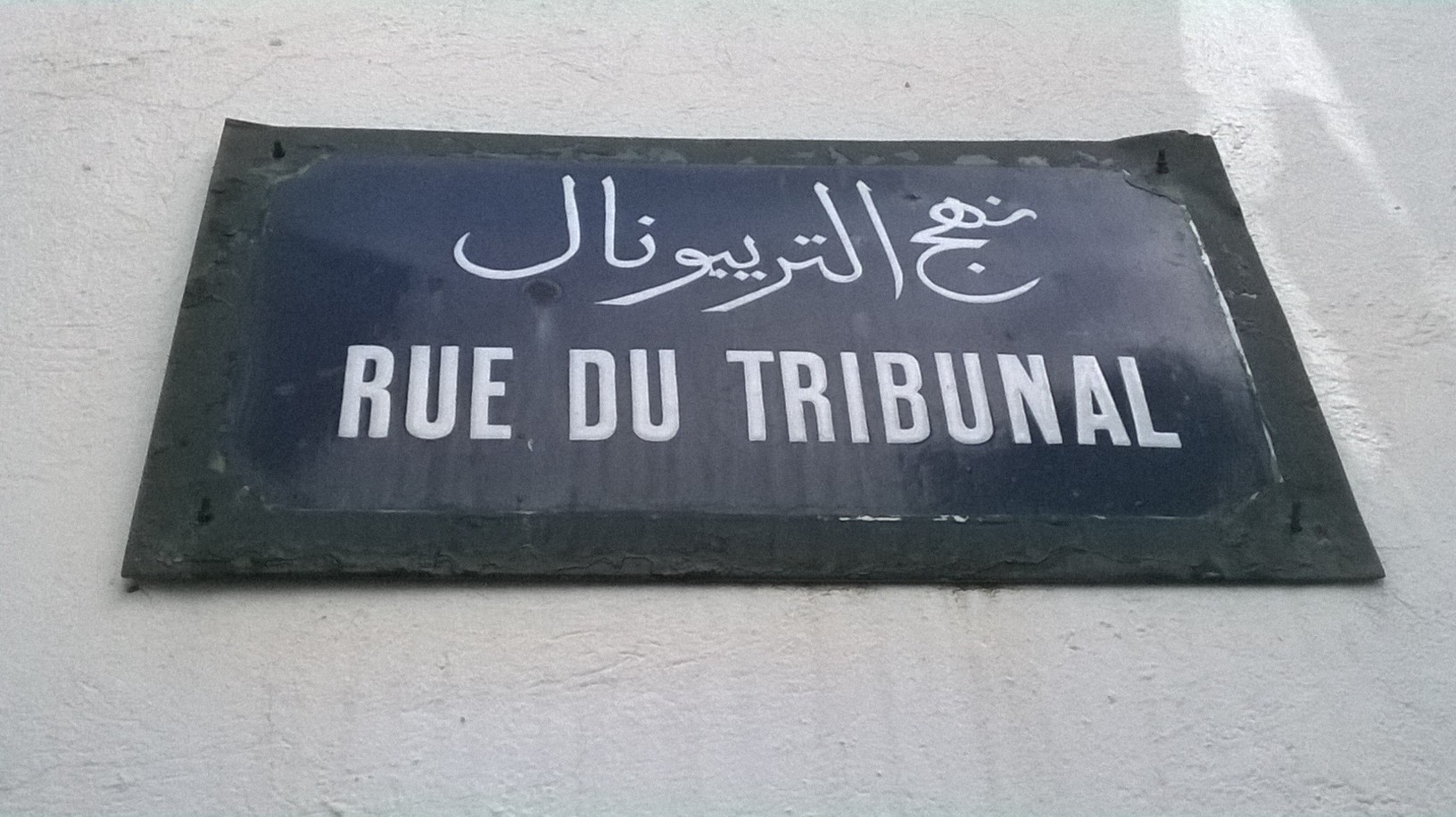
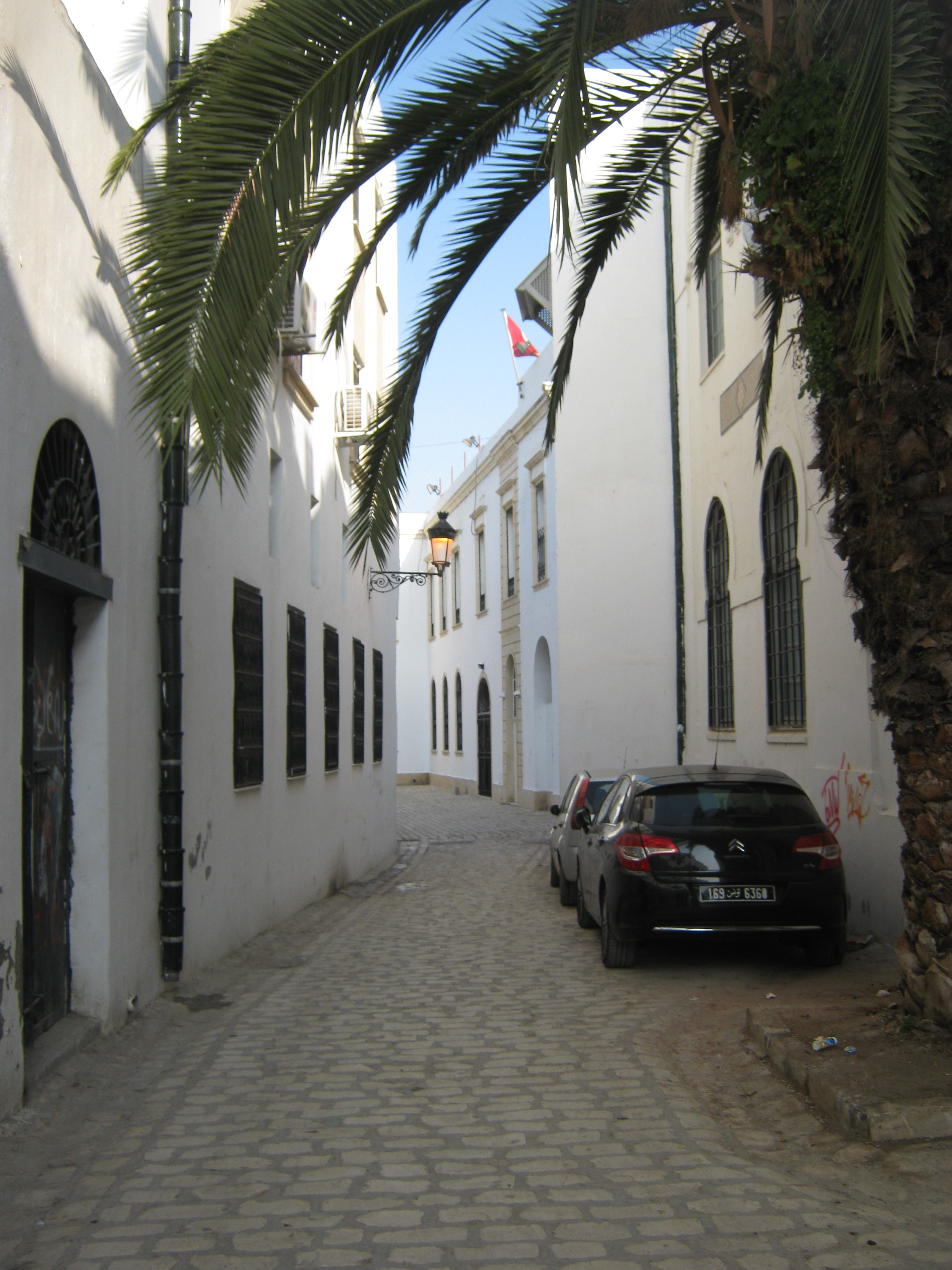
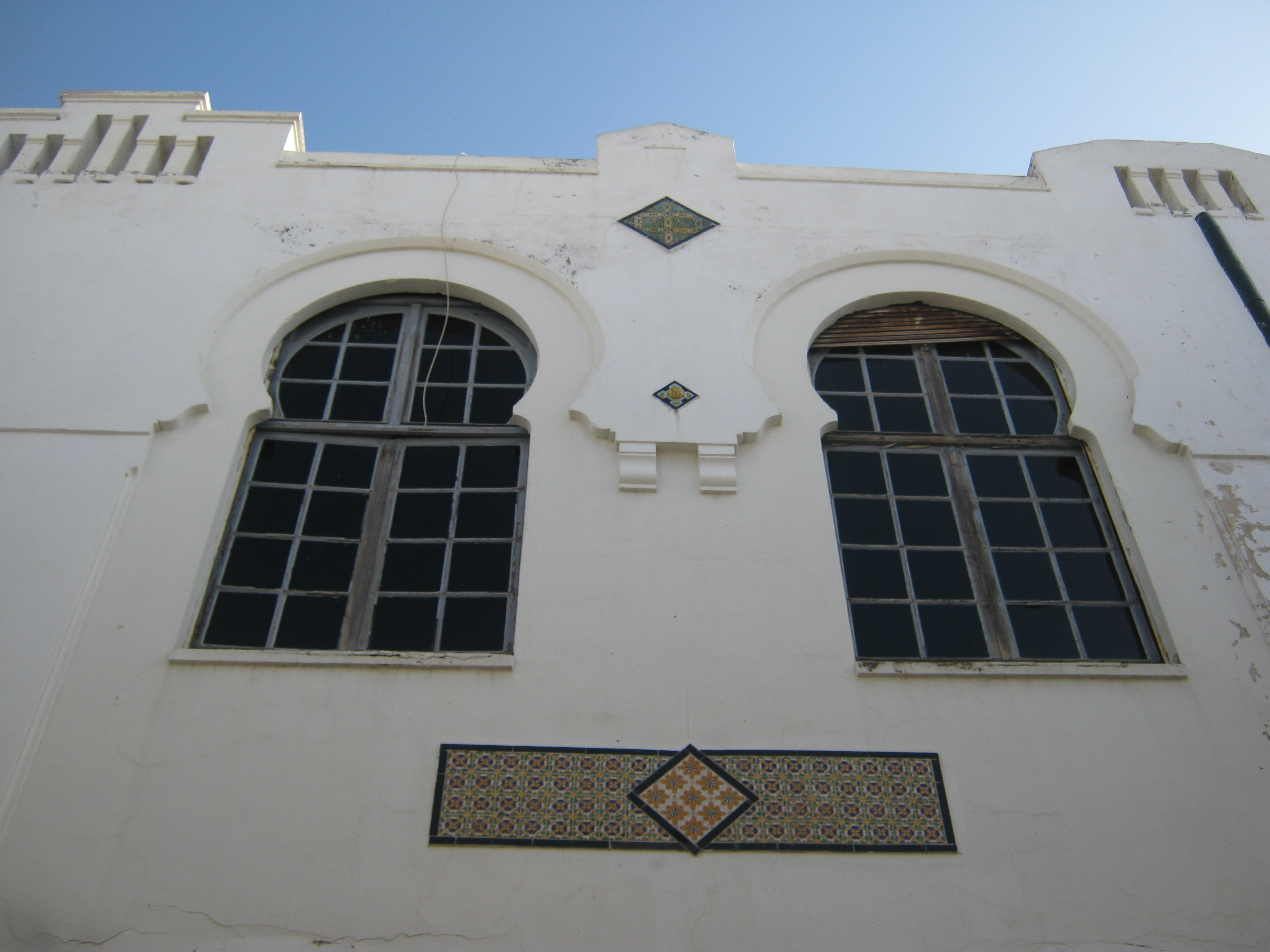
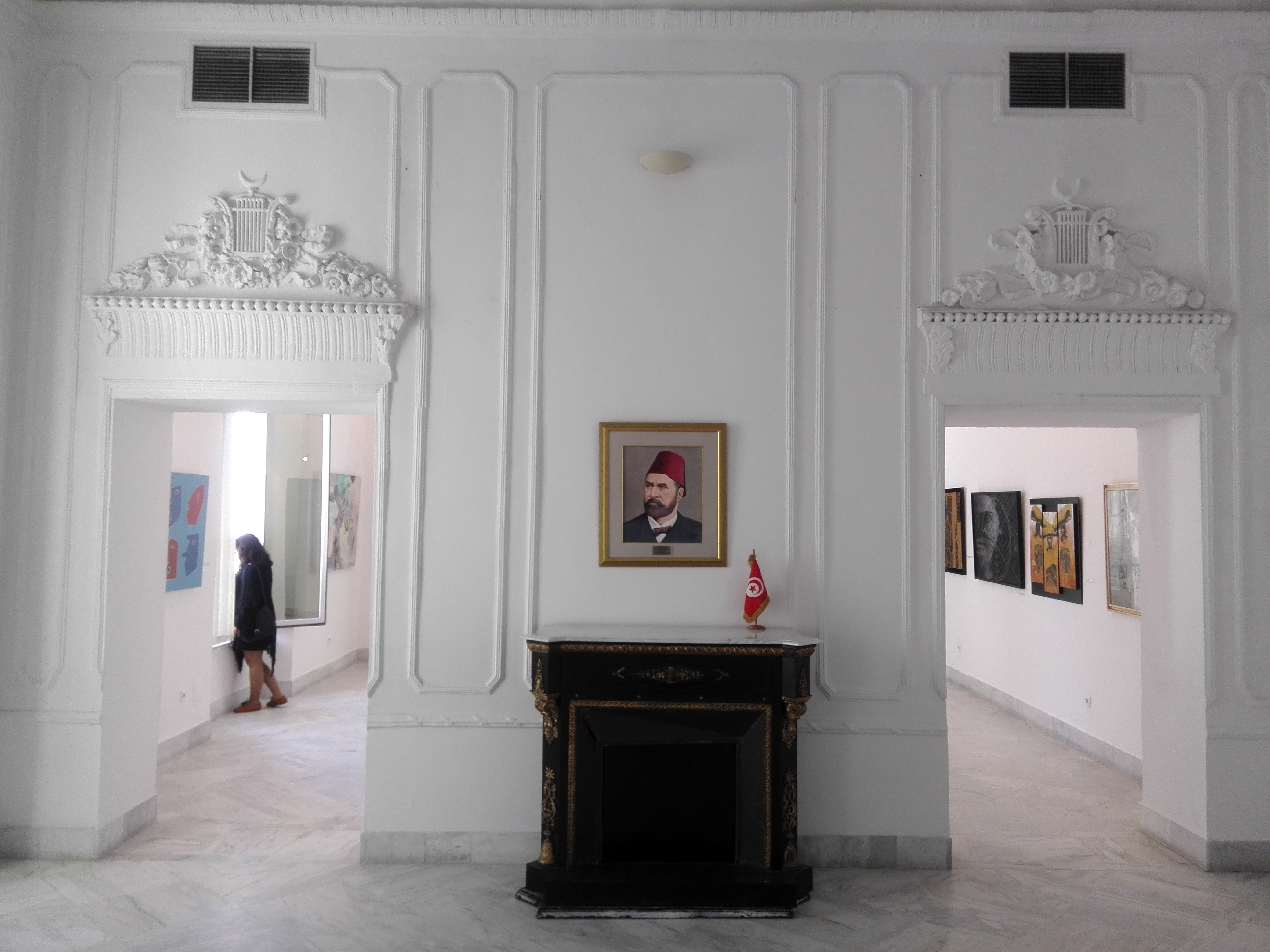